# Furyo – Merry Christmas, Mr. Lawrence
Die britisch-japanische Filmkoproduktion Furyo – Merry Christmas, Mr. Lawrence entstand 1983 unter der Regie von Nagisa Ōshima nach der Buchvorlage The Seed and the Sower von Laurens van der Post. Der japanische Titel (戦場のメリークリスマス, Senjō no Merī Kurisumasu) bedeutet „Fröhliche Weihnachten auf dem Schlachtfeld“, der nur in Europa verwendete Titel Furyo (jap. 俘虜) bedeutet „Kriegsgefangener“. Nach einem Vierteljahrhundert Filmkarriere war es für Ōshima der erste Film, den er außerhalb Japans drehte. Dank seines Skandalerfolgs Im Reich der Sinne erhielt er ausreichend finanzielle Mittel, um den Kriegsfilm mit Starbesetzung innerhalb von 90 Tagen in Neuseeland und auf Rarotonga zu drehen. Der Film spielt während des Zweiten Weltkrieges. In einem Lager stehen britische Kriegsgefangene im Konflikt mit ihren japanischen Aufsehern. In den Hauptrollen spielen David Bowie, Ryūichi Sakamoto, Tom Conti und Takeshi Kitano.

## Handlung
Die Handlung ist 1942 in einem japanischen Gefangenenlager auf Java angesiedelt, in dem vor allem britische Soldaten untergebracht sind. Die Japaner blicken mit Verachtung auf die alliierten Soldaten herab, welche die Gefangenschaft ertragen, anstatt Suizid (Seppuku) zu begehen, wie es die Japaner in ihrer Auffassung von Ehre für richtig halten. Das Lager wird von Hauptmann Yonoi geleitet, der eine strenge Disziplin walten lässt. Oberstleutnant Lawrence, mit Sprache und Denken der Japaner vertraut, versucht, zwischen den Kulturen zu vermitteln, und verbringt viel Zeit mit dem Aufseher Hara, manchmal auch mit Yonoi. Yonoi wird nach Batavia beordert, um an der Verhandlung gegen den Briten Celliers mitzuwirken und entwickelt eine starke Faszination für den stoischen, selbstbewussten Angeklagten. Celliers war mit dem Fallschirm abgesprungen, hatte mit wenigen Kameraden einen japanischen Konvoi angegriffen und wird beschuldigt, einheimische Guerilla-Kämpfer angeführt zu haben. Er wird in Yonois Lager überstellt, wo er gegen Yonoi in einem psychologischen Machtkampf mit rebellischem Stolz fortwährend stichelt.
Yonio verlangt vom Kommandant der Briten die Namen der Waffenexperten unter den Gefangenen. Hicksley weigert sich, weil er befürchtet, dass Yonoi ihn durch Lawrence oder Celliers ersetzt. Ein traditionelles Fasten, das Yonoi den Gefangenen für zwei Tage auferlegt und an dem er sich selbst beteiligt, unterläuft Celliers, indem er Maisküchlein ins Lager schmuggelt. Er und Lawrence kommen in Einzelhaft und werden schwer körperlich misshandelt. Kurz vor seinem erwarteten Tod beichtet Celliers Lawrence noch den Grund für seinen Einsatz zugunsten der wehrlosen Gefangenen: Er leidet seit vielen Jahren unter einer schweren moralischen Schuld, weil er damals seinen kleinen Bruder im Stich gelassen hatte. Die Situation scheint sich zu entschärfen, als der betrunkene Hara die beiden Gefangenen zu Weihnachten aus dem verschärften Arrest entlässt. Doch Yonoi, einerseits von seiner unterdrückten Zuneigung geplagt, andererseits unter dem Druck, Informationen erhalten zu müssen, lässt alle Gefangenen antreten, einschließlich der Verletzten aus dem Lazarett. Weil sich Hicksley noch immer weigert, Auskunft zu geben, steht Yonoi im Begriff, ihn zu enthaupten. In diesem Moment tritt Celliers, dem Yonois Zuneigung bewusst ist, nach vorn und küsst den Lagerleiter auf die Wangen. Dieser hat nicht die Kraft, Celliers für diese Entehrung zu töten, und fällt in Ohnmacht. Ein neuer Lagerleiter wird eingesetzt, der Celliers bis auf den Kopf im Sand eingegraben langsam in der brütenden Sonne sterben lässt. Nachts schleicht sich der abgesetzte Yonoi zu Celliers und schneidet sich eine Locke von dessen blondem Haar ab. 1946, nach dem Krieg, sucht Lawrence den wegen Kriegsverbrechen verurteilten Hara am Abend vor der Hinrichtung auf. Er bedauert, dass sich die alliierte Justiz jetzt im Recht wähne, so wie es Hara und Yonoi während des Krieges taten. Die Locke hat Yonoi kurz vor seiner Hinrichtung in den Familienschrein in seinem Heimatdorf schicken lassen.

## Entstehung
Die Kontrahenten Celliers und Yonoi werden von gleich zwei Popstars verkörpert, dem britischen Popmusiker David Bowie und dem in seiner Heimat nicht minder bekannten Musiker Ryūichi Sakamoto. Ōshima dachte ursprünglich an Robert Redford als Celliers; Bowie hatte er in einer Werbung im japanischen Fernsehen bemerkt und schickte ihm das Drehbuch zu. Für die Besetzung der Rollen mit Bowie und Sakamoto entschied sich der Regisseur nicht aufgrund der äußeren Erscheinung, sondern der Ausstrahlung, wie er sagte, einer „gewisse[n] psychische[n] und spirituelle[n] Stärke“. In der Regel seien Menschen mit diesen Eigenschaften keine Berufsschauspieler. Sakamoto komponierte die Filmmusik, ein für ihn damals völlig neues Arbeitsgebiet. Als ihm Ōshima das Drehbuch vorlegte und fragte, ob er Yonoi zu spielen bereit sei, erreichte Sakamoto in, wie er sagte, „eine[r] Art Handel“, dass er die Musik schreiben durfte. Zum Komponieren verwendete er die damals angesagten Synthesizer und Sampling-Maschinen, bei den Aufnahmen kamen Streicher und Klavier hinzu.

## Form und Themen
Aufgrund von Handlungsort und -zeit und der Motivik verglich die Kritik den Streifen oft mit Die Brücke am Kwai. Als Vorlage diente der Roman The seed and the sower von Laurens van der Post. Der weiße Südafrikaner wurde als Angehöriger der britischen Armee zum Kriegsgefangenen (jap. 俘虜, furyo) in einem japanischen Lager. Sein 1951 veröffentlichtes Buch stieß wegen der differenzierten Darstellung der Japaner in England auf wenig Gegenliebe. Van der Post war bestrebt, westliches Unwissen und Vorurteile über die Japaner, deren Kultur er durchaus kritisch sah, zu überwinden. Die in der Kriegszeit bestehenden Vorstellungen von den Japanern gab er durch die Figur Hicksley wieder. 1978 erschien das Buch auf Japanisch. Nach der Lektüre war Ōshima sofort von der Idee einer Verfilmung eingenommen. Für ihn, der schon viele Erfahrungsberichte über die japanischen Lager gelesen hatte, zeichnete sich der Roman vor der übrigen Literatur dadurch aus, dass er außer Fakten auch Gedanken und Gefühle erfasse und das japanische Wesen viel tiefer begreife. Allerdings vereinfachte Ōshima van der Posts verschachtelte Erzählung zu einer geradlinigeren und geraffteren Form.
Bereits in seinen früheren Filmen wie auch als Publizist hatte Ōshima einen sehr kritischen Standpunkt gegenüber der japanischen Nation und dem Nationalismus vertreten. Er arbeitete die im Roman angelegte Aussage deutlicher heraus, dass grundlegende traditionelle Denkweisen, die in den 1930er und 1940er Jahren wieder erstarkten, während des Krieges Grausamkeiten und Folter begünstigten. Damit knüpfte Ōshima an Theorien über die Massenpsychologie des Nationalsozialismus an. Er erzählt eher aus dem Blickwinkel der Briten, freilich entlarven die Rückblenden in Celliers' Schulzeit diese als zum Teil ähnlich grausam wie die Japaner.
Hauptthema in Furyo ist das Aufeinandertreffen zweier sehr unterschiedlicher Kulturen. Obwohl die Angehörigen der europäischen und der asiatischen Kultur im Lager sich anzunähern versuchen, scheitern sie damit an unvereinbaren Vorstellungen über Rolle und Stellenwert des Menschen und bleiben durch Unverständnis getrennt. In der kollektivistischen japanischen Kultur hat sich die einzelne Persönlichkeit der Gruppe unterzuordnen und gilt wenig, die asketisch-fanatische Hingabe an den Kaiser gilt alles, derweil die individualistischen Briten auf sportliche Fairness, ein inneres Gerechtigkeitsgefühl und persönliche Disziplin pochen. Und während die Japaner jederzeit bereit zu sein scheinen, ihr Leben hinzugeben, gehen die Briten Kompromisse ein, um am Leben zu bleiben. Japaner und Briten stellen aber keineswegs einheitliche Blöcke dar. Das japanische Militär war sozial geschichtet und politisch gespalten. Yonoi gehörte einst der Kōdō-ha an, einer politischen Faktion, die auf die Errichtung einer Militärdiktatur abzielte und nach einem gescheiterten Putsch 1936 zerschlagen wurde. Darin liegt eine mögliche Erklärung, weshalb ein gebildeter, feinsinniger Mann wie er für einen so niedrigen Posten wie die Leitung eines Lagers auf Java berufen wurde. Hara hingegen stammt aus ländlichen Verhältnissen, ist laut und gewalttätig, kann aber auch sehr herzlich sein. Als ein Vermittler zwischen den Kulturen tritt Lawrence auf, der beide Mentalitäten aus der Distanz zu deuten weiß und am Ende überlebt.
Eines der wiederkehrenden Themen in Ōshimas Werk ist Liebe, die soziale Konstrukte zum Einsturz bringt. In Furyo ist sie präsent durch den homosexuellen Unterton im Verhältnis zwischen Yonoi und Celliers. Yonoi ist dem Briten verfallen, muss aber als Angehöriger der japanischen Armee seine Neigung verbergen. Seine Leidenschaft schimmert nur in diesem und jenem Zugeständnis an Celliers durch. Der britische Major ist für ihn ein Ideal, eine Wunschidentität, die er nicht ausleben kann, weil sie in seiner Kultur unterdrückt wird. Deshalb hat Celliers Macht über Yonoi, obwohl dieser der Befehlshaber ist. Die informelle Macht Celliers' kommt im Bildaufbau während der Gerichtsszene zum Ausdruck: Die Komposition zeigt das Gericht rechtwinklig zur Bildachse und symmetrisch, und Celliers steht mittig davor, auf den Hauptrichter ausgerichtet. Yonoi aber steht schräg zur Achse Gericht–Celliers, als er diesen befragt, und die Asymmetrie zeigt, wie das Machtverhältnis aus den Fugen geraten ist.

## Rezeption

### Veröffentlichungen
Der Film hatte im Mai 1983 seine Premiere bei den Filmfestspielen von Cannes 1983. Am 28. Mai 1983 startete er in den japanischen Kinos und war dort gut besucht. Es folgten Kinostarts in einigen europäischen Ländern und den USA. Ab 2. Dezember 1983 lief der Film in der Bundesrepublik, wo er rund 420.000-mal gesehen wurde. Die Kinoaufführung war allerdings gegenüber der Originalversion um einige Minuten gekürzt. Ebenso gekürzt war die erste DVD-Veröffentlichung vom Oktober 1999. Erst mit der Neuveröffentlichung vom Juni 2010 ist der Film erstmals ungekürzt veröffentlicht worden.

### Deutschsprachige Kritik
In der Frankfurter Allgemeinen Zeitung meinte Michael Schwarze: „Oshima nutzt keineswegs die spekulativen Möglichkeiten des Sujets, zelebriert nicht blutige Rituale, kostet die Drastik des Stoffes nicht aus […] Die Bilder sind so ausgetüftelt komponiert, dass zwischen der Erlesenheit des Bildaufbaus und dem Bildinhalt oft ein reizvoller, gelegentlich ein peinlicher Kontrast entsteht.“ Sein Kollege Wolfram Schütte von der Frankfurter Rundschau war der Ansicht, Ōshima sei „ein ebenso subtiler wie subversiver Film gelungen, in dem sich die Handschrift dieses Sensualisten und Kalligraphen des Kinos deutlich hervorhebt.“ Urs Jenny bezeichnete im Spiegel die Rückblenden in Celliers' Schulzeit als „merkwürdig sentimental“, doch das Werk habe „eine lakonische Kraft und Wucht, einen Sinn für das Unerhörte, wenn er in seinem eigentlichen Schauplatz militärisches Zeremoniell so in Szene setzt, daß maskierte erotische Rituale darin sichtbar werden“. Einen Vorbehalt brachte auch der film-dienst an: „Oshimas Film arbeitet mit weit ausholenden epischen Bildern, oft hart am Rande zum Kitsch. Er fängt jedoch diese Elemente immer wieder mit klassischen Thriller-Elementen ab: dramatischen Umschwüngen, die der Handlung eine neue Wendung geben. Auf diese Weise ist ein Film über die Annäherung und die Grenzen der Annäherung zweier Kulturen entstanden, der auch als psychologischer Thriller überzeugt.“
Die Kurzbesprechung in der Zeit beanstandete die Gewalt und Brutalität des „missglückten“ Films, dessen Thema „Blut und Hoden“ seien. „Aber die oberflächliche Perfektion der Inszenierung betreibt in Wahrheit nur die Affirmation dessen, was der Film zu kritisieren vorgibt.“ Die Kritik nahm Ōshimas neusten Film zum Anlass für eine Neubewertung von Im Reich der Sinne und Im Reich der Leidenschaft und hinterfragte seinen Status als großer Regisseur. Bisher überschätzt, zeige sich im Rückblick, „daß die ästhetischen Mittel hinter der Gewalt seiner Themen weit zurückbleiben.“ Enttäuscht zeigte sich auch Urs Jaeggi in Zoom: „Nagisa Oshimas Film – eigentlich als ein Versuch gedacht, Brücken über die scheinbar unüberwindlichen Gräben zu schlagen, die Mentalitäten in ihrer ganzen Unterschiedlichkeit einander näher zu bringen und dort, wo dies nicht möglich ist, zumindest an die Toleranz zu appellieren – scheitert weitgehend. Das an sich wichtige Anliegen ertrinkt in einem Meer von spekulativen Szenen und wird von einer gewaltigen Kinomaschine plattgewalzt. Feinheiten […] gehen im lärmigen Getöse von unzähligen Harakiris, Folterungen und lärmig geführten Auseinandersetzungen unter.“ Die Botschaft komme „nur schwach über die Leinwand und gewinnt nicht die Verbindlichkeit, die sie verdienen würde.“ Der Fischer Film Almanach 1984 urteilte: „Oshima ist fasziniert von den Männlichkeitsritualen, und er kritisiert sie zugleich. Man kann vom Film angewidert sein, denn er zelebriert die Grausamkeiten scheinbar ohne Distanz, dennoch ist eine Abwehr gegenüber den Taten seiner Helden immer zu spüren. […] Die nie abreißende Intensität und Dichte des Films überträgt sich jedenfalls auf den Zuschauer. Ob er dem Film zustimmt, ob er ihn ablehnt, er wird sich ihm nicht entziehen können.“

### Spätere Bewertungen
Den Folterungen und der Gewalt des Kriegs im Weltmaßstab, als Interaktion Einzelner von Angesicht zu Angesicht, seien wenige fiktionale Werke so entschlossen nachgegangen, die philosophischen und theoretischen Fragen so stark beachtend, wie dieser Film, meinte die Ōshima-Biografin Turim (1998). In einer Untersuchung der japanisch-amerikanischen Beziehungen stellte Miyoshi (1991) mit Missfallen fest, dass sich der Blickwinkel des Regisseurs im Vergleich zu seinen früheren Werken verschoben hatte. So hatte er etwa in Tod durch Erhängen (1968) die Japaner aus Sicht von Rassismusopfern, konkret Koreanern, dargestellt. In Furyo nehme er dagegen den Standpunkt der weißen Kriegsgefangenen ein und akzeptiere dadurch „die hegemonische und hierarchische Sicht, die Nationen und Rassen nach dem Maß von Fortschritt und Entwicklung einstuft.“

### Auszeichnungen
Bei seiner Premiere in Cannes nahm der Film ergebnislos am Wettbewerb um die Goldene Palme teil. Ryuichi Sakamoto gewann bei der Verleihung der BAFTA Awards 1984 in der Kategorie Beste Musik. Das National Board of Review zeichnete Tom Conti für Furyo – Merry Christmas, Mr. Lawrence und Ruben, Ruben 1983 als Besten Hauptdarsteller aus.
Beim nationalen japanischen Filmpreis 1984 gewann der Film als Populärster Film und war in fünf weiteren Kategorien nominiert, Bester Film, Beste Regie, Bester Nebendarsteller (Takeshi Kitano), Beste Musik und Bestes Szenenbild. Bei den Kinema Jumpō Awards 1984 erhielt der Film den Publikumspreis. Beim Mainichi-Filmwettbewerb 1984 erhielt Furyo die Auszeichnung in den Kategorien Bester Film, Beste Regie, Bestes Drehbuch, Bester Nebendarsteller (Takeshi Kitano) und Beste Musik.